# Vidice (kraj środkowoczeski)
Vidice – gmina w Czechach, w powiecie Kutná Hora, w kraju środkowoczeskim.
1 stycznia 2017 gminę zamieszkiwało 230 osób, a ich średni wiek wynosił 43,2 roku.